# КК Самара
КК Самара (рус. БК Самара) је руски кошаркашки клуб из истоименог града. У сезони 2022/23. такмичи се у ВТБ лиги.

## Историја
Клуб је био под патронатом Руског ратног ваздухопловства. Два пута је завршавао на трећем месту у руском првенству (1997, 1998). Највећи успех су остварили 2007. када су освојили европско такмичење ФИБА Еврокуп челенџ. Клуб је због банкрота угашен 2009. а као његов наследник се појавио клуб Краснаја Крила.

## Успеси

### Међународни
- ФИБА Еврокуп челенџ
  - Победник (1): 2007.

### Национални
- Куп Русије:
  - Победник (2): 2020, 2022.

## Познатији играчи
- Омар Кук
- Тимофеј Мозгов
- Александар Чубрило
- Феликс Којадиновић